# 丁此召
丁此召（1562年—1605年），字右成，号棠野，江西南昌府新建縣人。明朝政治人物。

## 生平
万历十三年（1585年）乙酉科江西鄉試舉人，二十六年（1598年）戊戌科二甲十三名進士，都察院觀政，授工部屯田司主事，治台基厂，所司薪炭米盐与中贵共事，此召阳与之款洽，条其贪狞者，归之司礼监，自是皆敛缉不敢肆。先是上御内监及宫人甚严，取楠木之坚者而稜之，长五尺广二寸半，不數十掠辄毙。此召惨然曰：吾岂忍以数十百命博一命哉！乃属诸匠以夏楚之脆者易之，广长各杀其一，且刓其稜，自是掠虽数十百不死，中使恚甚，执工师杖諸庭，谮于上，上怒，欲逮治，书其姓名于屏，自是铨序至六十上皆不报，竟以郎署終。将作七年，囊无馀赀，自言吾不识服官而染指者何途之从，若由胥吏何以俨然临之。其禔躬清慎如此，萬曆三十三年卒，祀乡贤。

## 家族
曾祖丁大章。祖父丁以忠，官南京兵部右侍郎。父丁遜。從兄丁此吕。